# Marfivka (Marfivka), Lenine
Marfivka (în ucraineană Марфівка) este localitatea de reședință a comunei Marfivka din raionul Lenine, Republica Autonomă Crimeea, Ucraina.

## Demografie
Componența lingvistică a localității Marfivka
     Rusă (73,44%)
     Tătară crimeeană (16,84%)
     Ucraineană (8,26%)
     Alte limbi (0,73%)
Conform recensământului din 2001, majoritatea populației localității Marfivka era vorbitoare de rusă (73,44%), existând în minoritate și vorbitori de tătară crimeeană (16,84%) și ucraineană (8,26%).